# Will Gluck
Will Gluck (New York, 15 marzo 1975) è un regista, sceneggiatore e produttore cinematografico statunitense.

## Filmografia

### Regista

#### Cinema
- Fired Up! - Ragazzi pon pon (Fired Up!) (2009)
- Easy Girl (Easy A) (2010)
- Amici di letto (Friends with Benefits) (2011)
- Annie - La felicità è contagiosa (Annie) (2014)
- Peter Rabbit (2018)
- Peter Rabbit 2 - Un birbante in fuga (Peter Rabbit 2: The Runaway) (2021)
- Tutti tranne te (Anyone But You) (2023)

#### Televisione
- Iceland – episodio pilota scartato (2011)
- The Michael J. Fox Show – serie TV, episodio 1x01 (2013)
- How May We Hate You? – episodio pilota scartato (2018)

### Attore

#### Cinema
- Hamlet 2, regia di Andrew Fleming (2008)
- A piedi nudi (Barefoot), regia di Andrew Fleming (2014)
- A Modern Family (Ideal Home), regia di Andrew Fleming (2018)

#### Televisione
- Working – serie TV, episodi 1x16-2x17 (1998-1999)
- Doctor X ~ Gekai Daimon Michiko ~– serie TV, episodi 1x08 (2012)
- True Story – miniserie TV, puntate 03-04-06 (2021)

### Produttore
- Encore! - reality TV (2019)